# جان بيار أغيلار
جان بيار أغيلار (بالفرنسية: Jean-Pierre Aguilar)‏ هو شخصية أعمال ورائد أعمال فرنسي، ولد في أغسطس 1960 في بوردو في فرنسا، وتوفي في 4 يوليو 2009 في ألب البروفنس العليا في فرنسا.